# Dina St Johnston
Aldrina Nia Vaughan, conocida como Dina St Johnston (Londres, 20 de septiembre de 1930-30 de junio o 1 de julio de 2007) fue una programadora informática británica que creó la primera empresa de servicios de software del Reino Unido en 1959, y marcó el comienzo de la industria del software independiente en el Reino Unido.

## Educación
Aldrina Nia Vaughan nació en el sur de Londres, se educó en la escuela secundaria Selhurst Grammar School for Girl, la cual abandonó a los 16 o 17 años para trabajar en la Asociación Británica de Investigación de Metales No Ferrosos. St Johnston trabajó y estudió a tiempo parcial, asistiendo al Croydon Polytechnic y más tarde en el Sir John Cass College para luego obtener un título externo en Matemáticas de la Universidad de Londres.

## Trayectoria profesional
En 1953 dejó la Asociación Británica de Investigación de Metales No Ferrosos y se unió a los laboratorios Borehamwood de la empresa informática Elliott Brothers donde trabajó en la División de Teoría. La empresa fue una de las primeras empresas de informática y había producido su primera computadora en 1950. St Johnston aprendió a programar en la empresa y también en la Cambridge Summer School on Programming de 1954 y, mostrando un verdadero talento para la programación, comenzó a trabajar en EDSAC y con las computadoras de las series Elliott 400 y 800.
En 1954, asumió la responsabilidad de la programación de la computadora digital Elliott 153 (DF) para el Almirantazgo británico y poco después de programar la nómina de la propia computadora de Elliott. Se dijo que su trabajo fue inventivo y estructurado, pero también muy preciso, y casi nunca requería «depuración». También fue responsable del software de aplicación inicial para la computadora Elliott 405 que se entregó al Ayuntamiento de Norwich en 1956, la primera 405 en ir a un cliente externo y la primera computadora electrónica para ser utilizada por una autoridad local.

### Computadoras Vaughan
Dina St Johnston fundó Vaughan Programming Services (VPS) en Hertfordshire en 1959, poco después de su matrimonio en 1958 con Andrew St Johnston, jefe del departamento de computación de Elliott.
Fue quien reconoció una brecha en el mercado, cuando se dio cuenta de que no había empresas de software independientes que vendieran programas directamente a la industria. «Había una escasez de personas orientadas a los procesadores que estaban felices de recorrer una acería con casco», dijo sobre el sector en ese momento.
Comenzó aceptando contratos de software, capacitando y contratando programadores adicionales según fuera necesario. En su décimo aniversario, en 1969, los documentos de la empresa se mencionaba que "VPS fue la primera unidad de software independiente registrada en el Reino Unido (febrero de 1959), que no era parte de un fabricante de computadoras, no era parte de una oficina de computación, no era parte de una organización de usuarios y no parte de una operación de consultoría".
Dina St Johnston y la empresa VPS recibieron contratos muy importantes, realizó la programación de las primeras centrales nucleares y produjo software para empresas como BBC, Unilever y GEC, simuladores de vuelo para la RAF y el software que proporcionaba información en tiempo real a los pasajeros de la British Rail, el tipo de trabajo por el que la empresa se hizo más conocida.
En 1966, VPS empleaba a treinta personas, la mayoría de las cuales eran programadores. Se adelantó a su tiempo al creer que la informática podría ser para todos, incluso en el mundo del intrincado código de máquina y la programación de ensamblajes.
En 1970 se diversificó hacia el hardware, produciendo su propia computadora, la 4M, y en 1975 la compañía cambió su nombre a Vaughan Systems and Programming para reflejar la nueva área de trabajo. Una de las computadoras Vaughan 4M se encuentra en el Museo Nacional de Computación ubicado en Milton Kaynes.
En 1996, Vaughan Systems and Programming se vendió a Harmon International Industries, una empresa estadounidense de señalización ferroviaria.
Continuó programando hasta mediados de la década de 1990. Fue descrita por un excolega como «una dama formidable», con un temperamento más ingeniero que matemático. 
Se jubiló en 1999 y falleció repentinamente en su casa en Hedgegrove Farm el fin de semana del 30 de junio al 1 de julio de 2007.